# Aderus breviramus
Aderus breviramus is een keversoort uit de familie schijnsnoerhalskevers (Aderidae). De wetenschappelijke naam van de soort werd in 1890 gepubliceerd door George Charles Champion.